# Olga Filippowna Jakuschko
Olga Filippowna Jakuschko (russisch Ольга Филипповна Якушко, belarussisch Вольга Піліпаўна Якушка; * 18. März 1921 in Minsk; † 21. August 2012 ebenda) war eine sowjetisch-belarussische Geomorphologin, Limnologin und Hochschullehrerin.

## Leben
Jakuschkos Vater wurde als Sohn eines Bauern ein bekannter Bauingenieur während der ersten sowjetischen Fünfjahrespläne. Er baute das Hauptgebäude der Belarussischen Staatsuniversität (BGU), in dem jetzt die Geographische Fakultät untergebracht ist, das Leinenkombinat Orscha und die letzten Abschnitte des belarussischen Regierungsgebäudes. Jakuschkos Mutter war sehr gebildet und arbeitete in der Minsker Stadtbibliothek. Jakuschko besuchte die Minsker Mittelschule Nr. 5 mit Abschluss 1938. Gegen den Willen ihres Vaters studierte sie nicht Bauwesen, sondern begann das Studium in der Geographischen Fakultät der BGU. Bei Beginn des Deutsch-Sowjetischen Kriegs befand sie sich als Studienpraktikantin im Kaukasus und kam hinter den Ural nach Kurgan. Als sie erfuhr, dass ihr Vater für ein großes Militärbauvorhaben im Rajon Kuibyschew mobilisiert worden war, reiste sie dorthin und arbeitete in der Motorenfabrik Nr. 24. Als die nach Moskau evakuierte BGU im Oktober 1943 ihren Lehrbetrieb im Bahnhof Schodnja in Chimki wieder aufnahm, setzte Jakuschko ihr Studium dort fort. Besonders beeindruckt wurde sie durch Wassili Alexejewitsch Dementjews Vorlesung über Physische Geographie. 1945 kehrte sie als eine der Ersten nach Minsk zurück und beteiligte sich mit Lehrern und Studenten an der Wiederherstellung der BGU-Gebäude. Im selben Jahr schloss sie ihr Studium ab und begann die dreijährige Aspirantur an der BGU.
Nach der Aspirantur lehrte Jakuschko am Lehrstuhl für Physische Geographie der BGU. 1949 verteidigte sie mit Erfolg ihre Dissertation über die Geomorphologie der südlichen Minsker Höhen für die Promotion zur Kandidatin der geographischen Wissenschaften. 1952 wurde sie Dozentin am Lehrstuhl für Physische Geographie der BGU. 1954 trat sie in die Geographische Gesellschaft der UdSSR ein. Sie war gewählte Abgeordnete im Minsker Stadtsowjet.
Jakuschko entwickelte eine komplexe limnologische Klassifizierung der Seen von Belarus. Sie untersuchte die geschichtliche Entwicklung der Seen im Holozän und die anthropologische Eutrophierung unter den Bedingungen der intensiven Wirtschaftstätigkeit. Sie erarbeitete die wissenschaftlichen Grundlagen für den Schutz und die Erhaltung der Seenlandschaft.
1970 verteidigte Jakuschko als erste Frau in Belarus mit Erfolg ihre Doktor-Dissertation über die geschichtliche Entwicklung und den gegenwärtigen Zustand der Seen im Norden von Belarus für die Promotion zur Doktorin der geographischen Wissenschaften. Sie nahm dann an Studienreisen nach Tansania, Sambia, Madagaskar und Mauritius teil (bis 1973). 1972 wurde sie zur Professorin am Lehrstuhl für Physische Geographie des Auslands ernannt. 1973 organisierte sie und leitete dann den Lehrstuhl für Allgemeine Erdkunde (entsprechend Carl Ritters Allgemeiner Erdkunde) und das Forschungslaboratorium für Limnologie. Mit ihrer persönlichen Beteiligung entwickelte sich die belarussische Paläogeographie-Schule. 1976 nahm sie am internationalen Palynologie-Kongress in Lucknow teil. 1978 wurde sie an die Universität Ljubljana für wissenschaftliche Arbeiten und an die Universität Sofia für Vorlesungen abgeordnet. 1979 forschte sie an der Jakutischen Universität. 1981 wurde sie zum XII. Kongress der Geographen Bulgariens in Warna geschickt. 1983 hielt sie eine Gastvorlesung an der Humboldt-Universität zu Berlin. 1990 nahm sie am IX. Kongress der Geographischen Gesellschaft der UdSSR teil, die sie zu ihrem Ehrenmitglied wählte. Sie trug zur Gründung des Nationalparks Naratschsee bei. Sie lehrte an der BGU bis 2006.

## Ehrungen, Preise
- Jubiläumsmedaille „Zum Gedenken an den 100. Geburtstag von Wladimir Iljitsch Lenin“ (1970)
- Verdiente Wissenschaftlerin der Belarussischen Sozialistischen Sowjetrepublik (BSSR) (1980)
- Medaille „Veteran der Arbeit“ (1984)
- Staatspreis der BSSR (1986)[1]
- Francysk-Skaryna-Medaille der Republik Belarus (2001)[1]